# تشارلز مورغان (رجل أعمال)
تشارلز مورغان (بالإنجليزية: Charles Morgan)‏ هو شخصية أعمال أمريكي، ولد في 21 أبريل 1795 في كلينتون في الولايات المتحدة، وتوفي في 8 مايو 1878.